# Talsperre Bautzen
Die Talsperre Bautzen, obersorbisch Budyska rěčna zawěra, staut die Spree nördlich von Bautzen in der sächsischen Oberlausitz. Sie dient der Brauchwasserversorgung, der Niedrigwasseraufhöhung, dem Hochwasserschutz, vor allem aber der konstanten Wasserversorgung des Kraftwerkes Boxberg über die Spree und darüber hinaus auch der Fischerei und der Freizeiterholung. Die Talsperre befindet sich auf dem Territorium des Bautzner Stadtteils Burk.

## Aufbau
Das Absperrbauwerk besteht aus zwei Erdschüttdämmen mit bituminöser Außenhautdichtung. Die Talsperre wurde von 1968 bis 1975 erbaut und 1977 in Betrieb genommen. Beide Dämme wurden von 1999 bis 2002 instand gesetzt. Die Talsperre Bautzen verfügt über eine Überlaufanlage, über die bei Hochwasser maximal 225 m³ pro Sekunde abfließen können. Die Anlage wurde bisher dreimal genutzt, nämlich während der Hochwasser 1981, im August 2010 und im Juni 2013.
An der Stelle der Talsperre befanden sich früher die Dörfer Malsitz und Nimschütz. Die Bewohner wurden umgesiedelt. Während der Instandsetzung waren die Überreste der Dörfer auf dem Grund der leeren Talsperre begehbar.
Die Talsperre hat eine Vorsperre Oehna und ein Vorbecken Neumalsitz, deren Absperrbauwerke ebenfalls Staudämme mit 102 bzw. 210,2 m Länge sind. Baden, Segeln und anderer Freizeitsport im und am See sind möglich. Im Sommer ist die Talsperre jedoch häufig von Blaualgen befallen, so dass die Strände oft gesperrt werden müssen. Auch das Wandern rund um den See ist möglich. Im Sommer 2005 wurde die Talsperre auf Grund der guten Wasserqualität von offizieller Seite als Badegewässer empfohlen.
Die einzige Insel im Stausee ist die sogenannte „Vogelinsel“ in der Nähe der ehemaligen Ortslage Malsitz. Hier war ein alter Steinbruch. Das Betreten ist aus Naturschutzgründen verboten. 

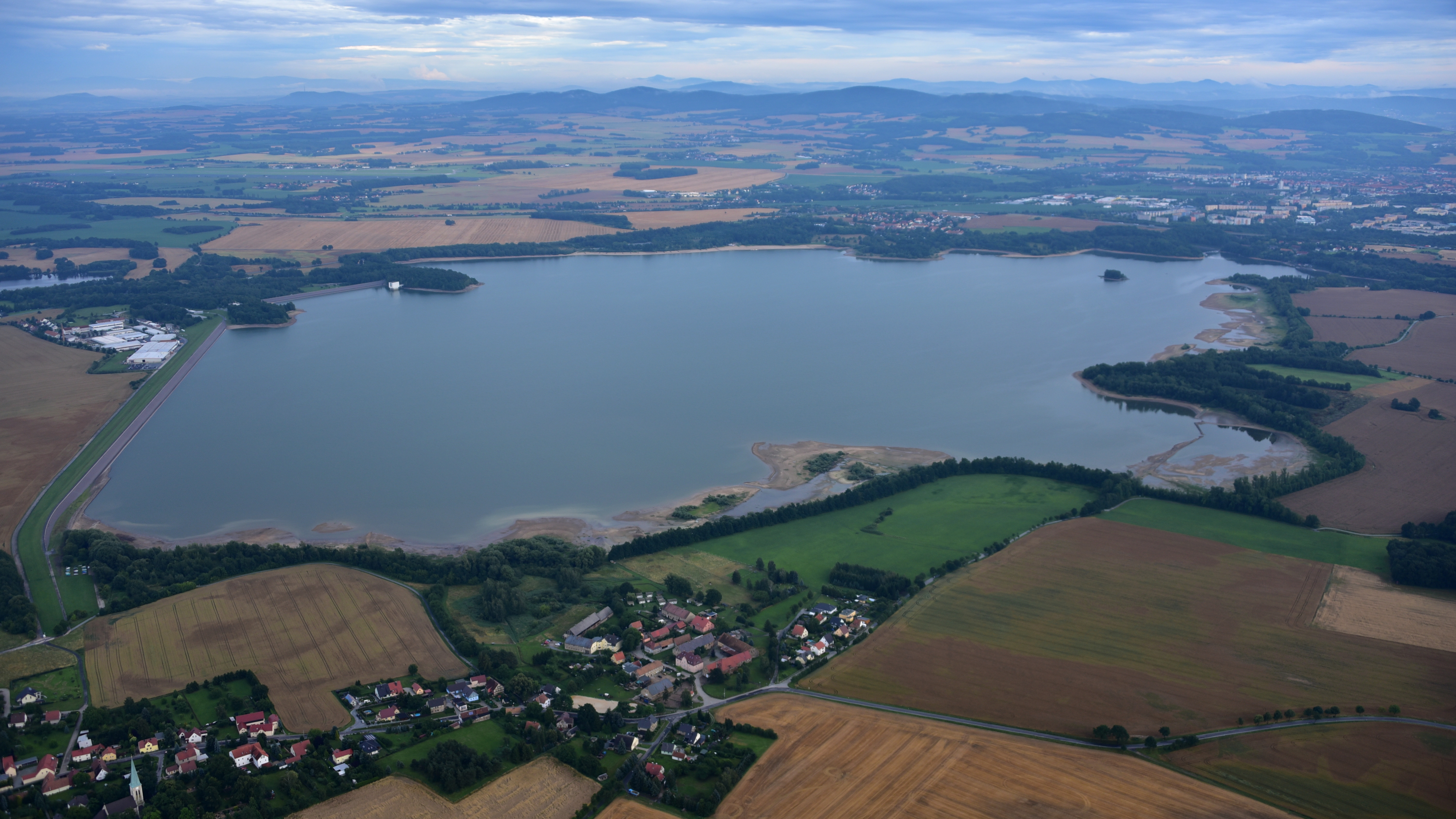
Stausee der Talsperre Bautzen, Luftaufnahme (2017)
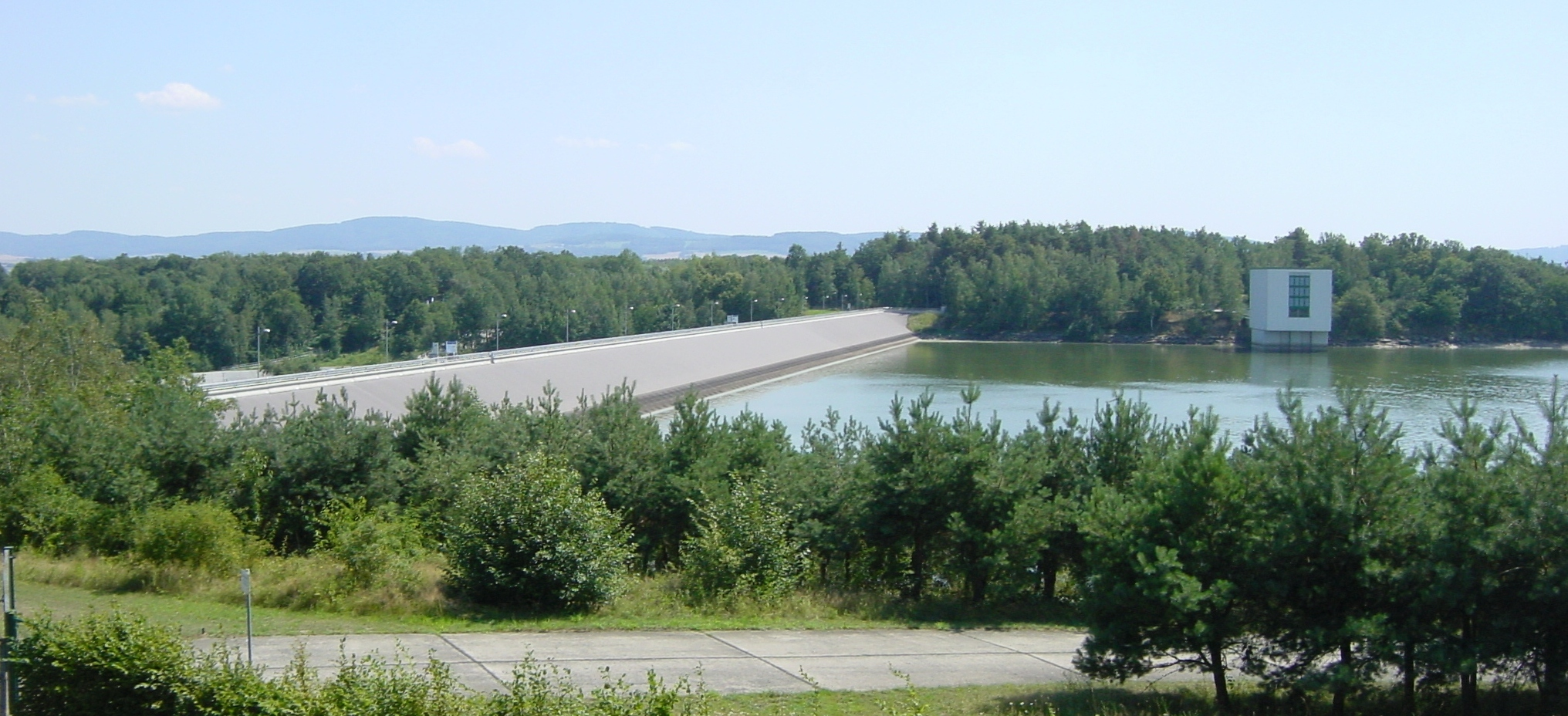
Blick vom Aussichtspunkt, links der kleinere Staudamm Trasse III
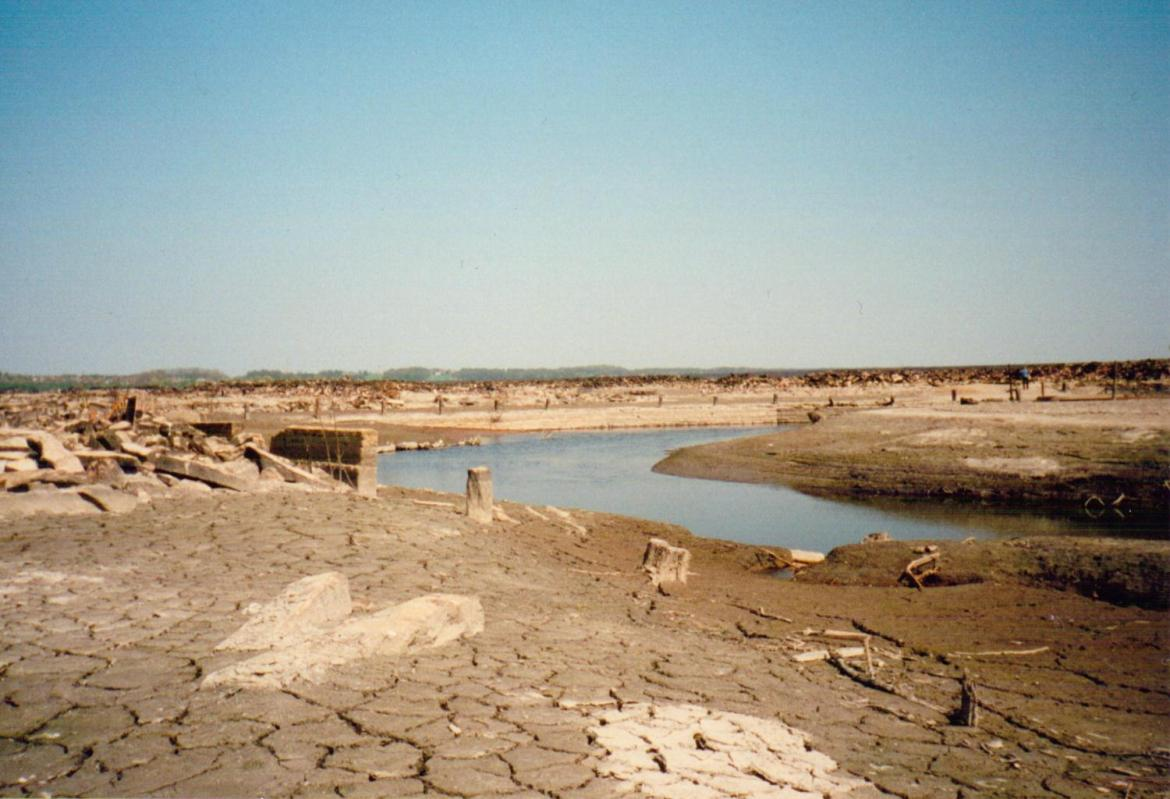
Der alte Lauf der Spree in der abgelassenen Talsperre
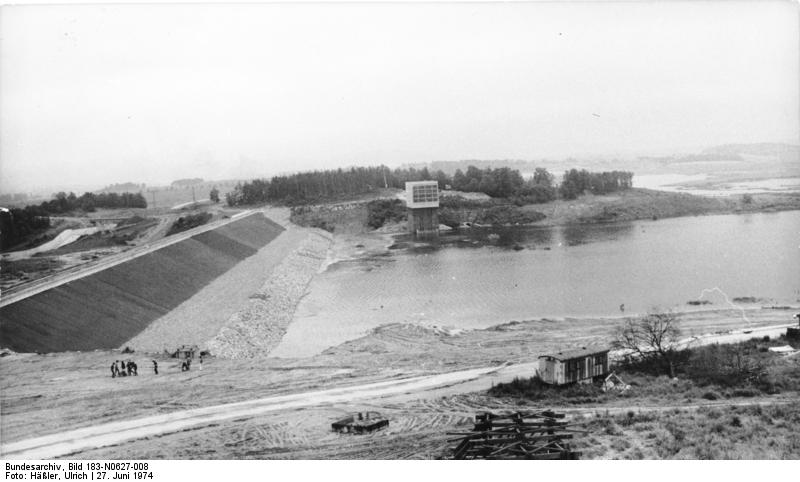
An der neuerrichteten Brauchwassertalsperre Bautzen begann zwei Wochen vor dem geplanten Termin der Probestau. (27. Juni 1974)
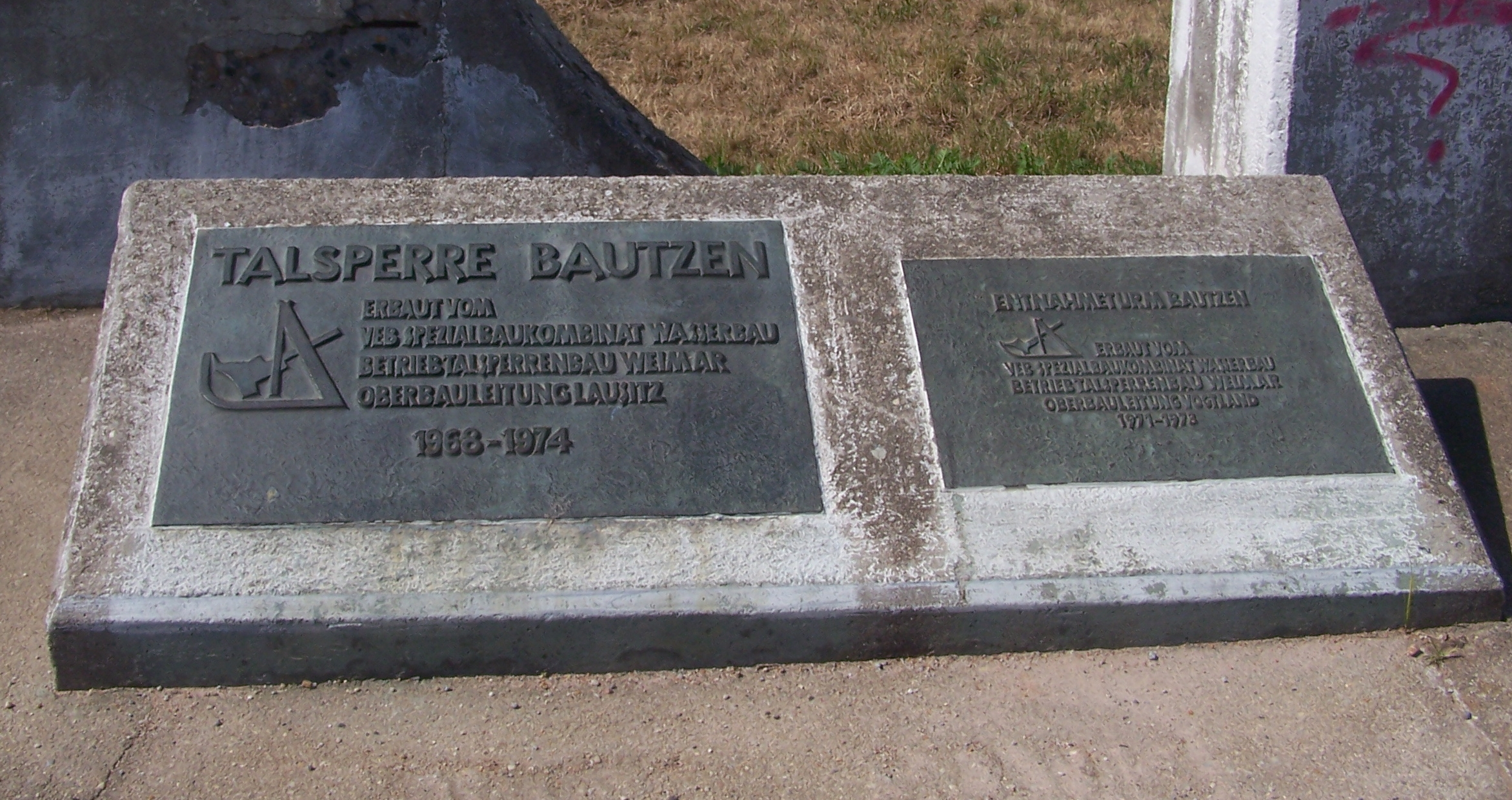
Erbaut vom VEB Spezialbaukombinat Wasserbau